# Premi Goya 1998
La cerimonia di premiazione della 12ª edizione dei Premi Goya si è svolta il 31 gennaio 1998 al Palacio de Congresos di Madrid.

## Vincitori e candidati
I vincitori sono indicati in grassetto, a seguire gli altri candidati.

### Miglior film
- La buona stella (La buena estrella), regia di Ricardo Franco
- Martín (Hache), regia di Adolfo Aristarain
- Segreti del cuore (Secretos del corazón), regia di Montxo Armendáriz

### Miglior regista
- Ricardo Franco - La buona stella (La buena estrella)
- Adolfo Aristarain - Martín (Hache)
- Montxo Armendáriz - Segreti del cuore (Secretos del corazón)

### Miglior attore protagonista
- Antonio Resines - La buona stella (La buena estrella)
- Javier Bardem - Carne trémula (Carne trémula)
- Jordi Mollà - La buona stella (La buena estrella)

### Migliore attrice protagonista
- Cecilia Roth - Martín (Hache)
- Julia Gutiérrez Caba - El color de las nubes
- Maribel Verdú - La buona stella (La buena estrella)

### Miglior attore non protagonista
- José Sancho - Carne trémula (Carne trémula)
- Antonio Valero - El color de las nubes
- Juan Jesús Valverde - Las ratas

### Migliore attrice non protagonista
- Charo López - Segreti del cuore (Secretos del corazón)
- Ángela Molina - Carne trémula
- Vicky Peña - Segreti del cuore (Secretos del corazón)

### Miglior attore rivelazione
- Andoni Erburu - Segreti del cuore (Secretos del corazón)
- Fernando Ramallo - Carreteras secundarias
- Manuel Manquiña - Airbag

### Migliore attrice rivelazione
- Isabel Ordaz - Chevrolet
- Blanca Portillo - El color de las nubes
- Paulina Gálvez - Retrato de mujer con hombre al fondo

### Miglior regista esordiente
- Fernando León de Aranoa - Familia
- Mireia Ros - La moños
- Fernando Cámara e David Alonso - Memorias del ángel caído

### Miglior sceneggiatura originale
- Ricardo Franco e Ángeles González-Sinde - La buona stella (La buena estrella)
- Fernando León de Aranoa - Familia
- Montxo Armendáriz - Segreti del cuore (Secretos del corazón)

### Miglior sceneggiatura non originale
- Bigas Luna e Cuca Canals - L'immagine del desiderio (La femme de chambre du Titanic)
- Ventura Pons e Josep Maria Benet i Jornet - Actrices
- Ignacio Martínez de Pisón - Carreteras secundarias

### Miglior produzione
- José Luis Escolar - Perdita Durango
- Roberto Manni - L'immagine del desiderio (La femme de chambre du Titanic)
- Yousaf Bokhari Bustamante - Territorio Comanche

### Miglior fotografia
- Jaume Peracaula - El color de las nubes
- José Luis Alcaine - En brazos de la mujer madura
- Patrick Blossier - L'immagine del desiderio (La femme de chambre du Titanic)

### Miglior montaggio
- Pablo Blanco - Airbag
- José María Biurrun - El color de las nubes
- Rori Sainz de Rozas - Segreti del cuore (Secretos del corazón)

### Miglior colonna sonora
- Eva Gancedo - La buona stella (La buena estrella)
- Simon Boswell - Perdita Durango
- José Manuel Pagán - Tic tac

### Miglior scenografia
- Félix Murcia - Segreti del cuore (Secretos del corazón)
- Antonio Cortés - El color de las nubes
- Josep Rosell - En brazos de la mujer madura

### Migliori costumi
- Franca Squarciapino - L'immagine del desiderio (La femme de chambre du Titanic)
- León Revuelta - Muerte en Granada
- María Estela Fernández e Glenn Ralston - Perdita Durango

### Miglior trucco e acconciatura
- José Quetglas e Mercedes Guillot - Perdita Durango
- Cristobal Criado e Alicia López - La herida luminosa
- Miguel Sesé e Francisca Guillot - Muerte en Granada

### Miglior sonoro
- Gilles Ortión, Alfonso Pino e Bella María Da Costa - Segreti del cuore (Secretos del corazón)
- Daniel Goldstein, Ricardo Steinberg e Eduardo Fernández - El tiempo de la felicidad
- Daniel Goldstein, Ricardo Steinberg, Carlos Garrido e Ángel Gallardo - Martín (Hache)

### Migliori effetti speciali
- Juan Ramón Molina - Airbag
- Roberto Ricci - L'immagine del desiderio (La femme de chambre du Titanic)
- Reyes Abades e Emilio Ruiz - Territorio Comanche

### Miglior film d'animazione
- Megasónicos, regia di Baleuko Komunikazioa

### Miglior film europeo
- Full Monty - Squattrinati organizzati (The Full Monty), regia di Peter Cattaneo
- Il paziente inglese (The English Patient), regia di Anthony Minghella
- Grazie, signora Thatcher (Brassed Off), regia di Mark Herman

### Miglior film straniero in lingua spagnola
- Cenizas del paraíso, regia di Marcelo Piñeyro
- Amor vertical, regia di Arturo Sotto Díaz
- La última llamada, regia di Carlos García Agraz

### Miglior cortometraggio
- Cazadores, regia di Achero Mañas
- Campeones, regia di Antonio Conesa
- En medio de ninguna parte, regia di Javier Rebollo
- Hola mamá, regia di Pablo Fernández
- Pasaia, regia di Mikel Aguirresarobe

### Premio Goya alla carriera
- Rafael Azcona